# Chamaita niveata
Chamaita niveata là một loài bướm đêm thuộc phân họ Arctiinae, họ Erebidae.